# Bakshia
Bakshia är ett släkte av insekter. Bakshia ingår i familjen dvärgstritar.
Kladogram enligt Catalogue of Life:
| Bakshia | \| \| Bakshia australis \| \| \| \| \| \| Bakshia bakshii \| \| \| \| |
|         | \| \| Bakshia australis \| \| \| \| \| \| Bakshia bakshii \| \| \| \| |
|         | Bakshia australis                                                     |
|         |                                                                       |
|         | Bakshia bakshii                                                       |
|         |                                                                       |